# Melihate Ajeti
Melihate Ajeti (Pristina, 1935. október 9. – Pristina, 2005. március 26.) koszovói albán színésznő.

## Életútja
Szülővárosában nőtt fel, ott járt színiiskolába. Később a Párizsban a Comédie-Française-ban képezte tovább magát. Már 16 évesen fellépett a pristinai Koszovói Tartományi Színházban (Teatri Krahinorë i Kosovës), ahol pályafutása alatt 180 főszerepet játszott olyan színdarabokban mint Hamlet, Othello, Anna Karenina, Macbeth és Antigoné.  Első filmes szerepe az 1968-ban bemutatott Elátkozott hegyek farkasa (Uka i Bjeshkëve të nemura) című filmben volt. Szerepelt koszovói és jugoszláv filmekben is. Utoljára az 1990-es Migjeni című tv-filmben játszott.
1953 és 1967 között Muharrem Qena rendező volt a férje. A házasságából egy lánya született. 2005. március 26-án Pristinában halt meg szívrohamban.

## Filmjei
- Elátkozott hegyek farkasa (Uka i Bjeshkëve të nemura) (1968)
- Szomjazók (Zedj) (1971)
- Të ngujuarit (1971, tv-film)
- Trimi (1975, tv-film)
- Shtënja në ajër (1976, tv-film)
- Binarrët (1976, tv-film)
- Kur pranvera vonohet (1979)
- Era e Lisi (1979, tv-film)
- Kur pranvera vonohet (1980, tv-film)
- Gjurmët e barëdha (1980)
- Egy szerzetes szerelme (Dorotej) (1981)
- Lepuri me pesë këmbë (1982)
- Nabujala reka (1983)
- Migjeni (1990, tv-film)